# Spezia Calcio 1996-1997
Questa pagina raccoglie le informazioni riguardanti lo Spezia Calcio nelle competizioni ufficiali della stagione 1996-1997.

## Stagione
Nella stagione 1996-1997 lo Spezia disputa il girone A del campionato di Serie C1, raccoglie 23 punti e si piazza all'ultimo posto della graduatoria retrocedendo in Serie C2. Una stagione difficile, da dimenticare per gli aquilotti. Giusta la scelta di confermare Sergio Carpanesi alla guida tecnica, ma resta con una rosa non all'altezza della situazione, regge sei turni di campionato, raccogliendo altrettanti punti, poi getta la spugna. Dopo di lui si avvicendano altri tre tecnici, Roberto Galbiati, Giampietro Ghio e Antonio Sassarini, che impiegano 41 calciatori, nel tentativo di cavare il ragno dal buco, senza riuscirci. Lo Spezia vince solo 4 incontri, uno solo in casa, nelle 34 partite del torneo. Alla terz'ultima giornata dopo la sconfitta (1-0) di Modena, arriva il verdetto della retrocessione. Anche nella Coppa Italia di Serie C i bianconeri non raccolgono soddisfazioni, uscendo nel primo turno, superati nel doppio confronto dal Rimini.

## Rosa
| N. |                   | Ruolo | Calciatore            |
| -- | ----------------- | ----- | --------------------- |
|    | Italia (bandiera) | P     | Massimiliano Adami    |
|    | Italia (bandiera) | C     | Emilio Affuso         |
|    | Italia (bandiera) | D     | Paolo Antonioli       |
|    | Italia (bandiera) | A     | Cesare Arzelà         |
|    | Italia (bandiera) | C     | Giacomo Baratta       |
|    | Italia (bandiera) | C     | Sergio Battistini     |
|    | Italia (bandiera) | A     | Simone Baudinelli     |
|    | Italia (bandiera) | C     | Andrea Bianchi        |
|    | Italia (bandiera) | A     | Gabriele Boggio       |
|    | Italia (bandiera) | A     | Matteo Bombardini     |
|    | Italia (bandiera) | C     | Alfio Cantone         |
|    | Italia (bandiera) | A     | Massimo Castelli      |
|    | Italia (bandiera) | A     | Andrea Cecchini       |
|    | Italia (bandiera) | A     | Luigi Corvo           |
|    | Italia (bandiera) | C     | Stefano Dalla Costa   |
|    | Italia (bandiera) | C     | Massimiliano De Mozzi |
|    | Italia (bandiera) | D     | Matteo Fazioli        |
|    | Italia (bandiera) | A     | Alberto Francesconi   |
|    | Italia (bandiera) | P     | Gabriele Gambini      |
|    | Italia (bandiera) | C     | Pietro Garau          |
|    | Italia (bandiera) | D     | Massimiliano Garofoli |

| N. |                   | Ruolo | Calciatore            |
| -- | ----------------- | ----- | --------------------- |
|    | Italia (bandiera) | D     | Giuseppe Geraldi      |
|    | Italia (bandiera) | A     | Daniele Giraldi       |
|    | Italia (bandiera) | C     | Stephan Lerda         |
|    | Italia (bandiera) | C     | Marco Lo Pinto        |
|    | Italia (bandiera) | C     | Vincenzo Maenza       |
|    | Italia (bandiera) | A     | Alberto Marchetti     |
|    | Italia (bandiera) | D     | Patrick Moro          |
|    | Italia (bandiera) | C     | Paolo Moschetti       |
|    | Italia (bandiera) | D     | Giacomo Nincheri      |
|    | Italia (bandiera) | A     | Alessio Pensa         |
|    | Italia (bandiera) | A     | Fabrizio Provitali    |
|    | Italia (bandiera) | D     | Fabio Rossi           |
|    | Italia (bandiera) | D     | Matteo Rossi          |
|    | Italia (bandiera) | C     | Massimiliano Sabbadin |
|    | Italia (bandiera) | P     | Saul Santarelli       |
|    | Italia (bandiera) | C     | Ferdinando Signorelli |
|    | Italia (bandiera) | D     | Alessandro Spella     |
|    | Italia (bandiera) | A     | Alessandro Toracca    |
|    | Italia (bandiera) | D     | Giuseppe Vecchio      |
|    | Italia (bandiera) | D     | Francesco Zampella    |

## Risultati

### Serie C1

#### Girone di andata
| Arbitro: | Tullio (Avezzano) |

|  |           |                               |
|  | Marcatori | 28’ Bortoluzzi 71’ Puccinelli |

| Carrara 8 settembre 1996 2ª giornata | Carrarese         | 0 – 0 | Spezia | Stadio dei Marmi\| Arbitro: \| Pirrone (Messina) \| |
| Arbitro:                             | Pirrone (Messina) |       |        |                                                     |

| Arbitro: | Ciulli (Roma) |

|            |           |              |
| Affuso 76’ | Marcatori | 35’ Ottolina |

| Arbitro: | Manari (Teramo) |

|          |           |                                |
| Savi 37’ | Marcatori | 20’ Affuso 74’ (rig.) Cecchini |

| Arbitro: | Silvestrini (Macerata) |

|                                              |           |              |
| Corti 20’ Bertolotti 54’ (rig.) Tedeschi 79’ | Marcatori | 90’ Cecchini |

| La Spezia 6 ottobre 1996 6ª giornata | Spezia                 | 0 – 0 | Treviso | Stadio Alberto Picco\| Arbitro: \| D'Agostini (Frosinone) \| |
| Arbitro:                             | D'Agostini (Frosinone) |       |         |                                                              |

| Montevarchi 20 ottobre 1996 7ª giornata | Montevarchi                | 0 – 0 | Spezia | Stadio Brilli Peri\| Arbitro: \| Cardella (Torre del Greco) \| |
| Arbitro:                                | Cardella (Torre del Greco) |       |        |                                                                |

| La Spezia 27 ottobre 1996 8ª giornata | Spezia          | 0 – 0 | Alzano Virescit | Stadio Alberto Picco\| Arbitro: \| Cavuoti (Vasto) \| |
| Arbitro:                              | Cavuoti (Vasto) |       |                 |                                                       |

| Arbitro: | F. Rossi (Forlì) |

|  |           |                                          |
|  | Marcatori | 15’ Califano 24’ Della Morte 90’ Fontana |

| Arbitro: | Ferrarini (Parma) |

|             |           |  |
| Baraldi 53’ | Marcatori |  |

| Arbitro: | Vendramin (Castelfranco Veneto) |

|  |           |                                    |
|  | Marcatori | 25’ (rig.) F. Rossi 59’ Pietranera |

| Arbitro: | Alvino (Salerno) |

|  |           |                       |
|  | Marcatori | 2’, 27’, 39’ Castelli |

| Arbitro: | Gregoroni (Napoli) |

|  |           |            |
|  | Marcatori | 9’ Masitto |

| Arbitro: | Paparesta (Bari) |

|                               |           |               |
| Legrottaglie 20’ Mantelli 67’ | Marcatori | 70’ Provitali |

| Arbitro: | Mariani (Perugia) |

|            |           |            |
| Affuso 43’ | Marcatori | 33’ Grabbi |

| Arbitro: | Sciamanna (Ascoli Piceno) |

|                                    |           |                      |
| Albino 13’ Gallaccio 38’ Falco 46’ | Marcatori | 43’ (rig.) Moschetti |

| Arbitro: | Urbano (Carbonia) |

|                |           |             |
| Battistini 87’ | Marcatori | 90’ Libassi |

#### Girone di ritorno
| Arbitro: | Ferone (Terni) |

|            |           |            |
| Caputi 22’ | Marcatori | 44’ Affuso |

| Arbitro: | Sputore (Vasto) |

|  |           |                                       |
|  | Marcatori | 20’, 38’ Benfari 73’ (rig.) Maranzano |

| Arbitro: | G. Rossi (Rimini) |

|            |           |  |
| Lugnan 56’ | Marcatori |  |

| Arbitro: | Calbrese (Avezzano) |

|           |           |              |
| Corvo 21’ | Marcatori | 38’ Pecorari |

| La Spezia 16 febbraio 1997 22ª giornata | Spezia            | 0 – 0 | Brescello | Stadio Alberto Picco\| Arbitro: \| Pirrone (Messina) \| |
| Arbitro:                                | Pirrone (Messina) |       |           |                                                         |

| Arbitro: | Strocchia (Nola) |

|              |           |  |
| Pradella 15’ | Marcatori |  |

| La Spezia 2 marzo 1997 24ª giornata | Spezia              | 0 – 0 | Montevarchi | Stadio Alberto Picco\| Arbitro: \| Battaglia (Messina) \| |
| Arbitro:                            | Battaglia (Messina) |       |             |                                                           |

| Arbitro: | Cassarà (Palermo) |

|                           |           |             |
| D. Giani 37’ Bernardi 61’ | Marcatori | 92’ Giraldi |

| Arbitro: | S. Ayroldi (Salerno) |

|                                           |           |              |
| Balesini 24’ Della Morte 29’ Califano 77’ | Marcatori | 74’ Nincheri |

| Arbitro: | Dondarini (Finale Emilia) |

|                   |           |  |
| Affuso 65’ (rig.) | Marcatori |  |

| Arbitro: | Gabriele (Frosinone) |

|                           |           |  |
| Crovari 38’ Milanetto 75’ | Marcatori |  |

| Arbitro: | Ingenito (Nocera Inferiore) |

|  |           |              |
|  | Marcatori | 19’ Giordano |

| Arbitro: | Cicoianni (Ascoli Piceno) |

|                         |           |  |
| Masitto 66’ (rig.), 77’ | Marcatori |  |

| Arbitro: | Lion (Padova) |

|  |           |               |
|  | Marcatori | 82’ Napolioni |

| Arbitro: | Buda (Pescara) |

|            |           |  |
| Grabbi 65’ | Marcatori |  |

| Arbitro: | Bianco (Mestre) |

|  |           |           |
|  | Marcatori | 59’ Falco |

| Arbitro: | Calcagno (Nichelino) |

|  |           |             |
|  | Marcatori | 79’ Giraldi |

### Coppa Italia
| Rimini 24 agosto 1996 1º turno - Andata | Rimini               | 0 – 0 | Spezia | Stadio Romeo Neri\| Arbitro: \| Castellin (Conselve) \| |
| Arbitro:                                | Castellin (Conselve) |       |        |                                                         |

| Arbitro: | Griselli (Livorno) |

|                                      |           |                                              |
| Maenza 14’ Dalla Costa 67’ Garau 70’ | Marcatori | 26’ (rig.) Nicoletti 76’ Mastini 85’ Buratti |